# كايت بوسورث
كايت بوسورث (بالإنجليزية: Kate Bosworth) ممثلة أمريكية من مواليد 2 يناير 1983.
ومن الصفات التي تتميز بها هذه الممثلة الحسناء التباين في لون العين وهو مايعني اختلاف في لون العينين وهذه صفه نادرة تحدث للبشر وهي من صفات الجمال.

## حياتها
هي الابنة الوحيدة لوالديها. إنتقلت في الكثير من البلدان. عشقت ركوب الخيل منذ الطفولة، وفي عامها الرابع عشر حصلت على جوائز عدّة في الفروسيّة. وانهت علاقتها مع الممثل السويدي «الكسندر سكارسجارد» في [27 يوليو 2011].

## مشوارها الفني
في العام 1998 كان دخولها الأوّل إلى التمثيل، مع دور ثانوي في فيلم ذا هورس ويسبرر، الذي حقّقت فيه نجاحاً في الأداء والفروسيّة أيضاً، وفي العام 2000 لعبت دور البطولة في السلسلة التلفزيونية الأمريكيون الشباب. وكان بوابة جماهيريتها القويّة في العديد من الإعمال السينمائيّة. في العام 2004 كانت بطلة فيلم الفوز بموعد مع تيد هاملتون الذي لم يحز على إعجاب جماهيري، إلاّ أنّ كيت أدت دورها بمهارة فائقة، وأكملت المسيرة بثقة ونجاح. وشغلت منصب الرئيس المشارك في «حفل صيف الحب الفني» السنوي الخامس في متحف ويتني للفن الأميركي في مدينة نيويورك عام (2007). وهي عضو في جمعية الشرف الوطني.

## من أعمالها

### بعض افلام
| سنة  | أفلام                      | الدور/الوظيفة    |
| ---- | -------------------------- | ---------------- |
| 2020 | قوى الطبيعة                | تروي             |
| 2018 | المحليين                   | نينا ويست        |
| 2016 | قبل أن أستيقظ              | جيسي             |
| 2015 | 90 دقيقة في الجنة          | إيفا بيبر        |
| 2015 | حياة على المحك             | بايلي            |
| 2015 | سطو مسلح (اتوبيس 657)      | سيدني            |
| 2015 | فاقد الذاكرة               | امرأة            |
| 2014 | ما زلت أليس                |                  |
| 2013 | الجبهة الداخلية            |                  |
| 2013 | فيلم 43                    | أرلين            |
| 2012 | الصخرة السوداء             | سارة             |
| 2011 | الطيور الصغيرة             | بوني مولر        |
| 2011 | حدث الحياة                 | دينا             |
| 2011 | كلاب سترو                  | ايمي سومنر       |
| 2011 | يوم سعيد اخر               | اليس             |
| 2010 | طريق المحارب               | لين              |
| 2008 | واحد و عشرين               | جيل              |
| 2006 | عودة سوبرمان               |                  |
| 2005 | موسم النحل                 | شالي             |
| 2004 | الفوز بموعد مع تيد هاملتون | روزالي فوتش      |
| 2004 | وراء البحر                 |                  |
| 2003 | أرض العجائب                | دوان شيلر        |
| 2002 | الموجة الزرقاء             | آنا ماري تشادويك |

### بعض مسلسلات
- 2015 فن الكثرة بدور روكسانا ويتمان

## مواقع خارجية
- كايت بوسورث على موقع IMDb (الإنجليزية)
- كايت بوسورث على موقع ميتاكريتيك (الإنجليزية)
- كايت بوسورث على موقع روتن توميتوز (الإنجليزية)
- كايت بوسورث على موقع قاعدة بيانات الأفلام العربية
- كايت بوسورث على موقع ألو سيني (الفرنسية)
- كايت بوسورث على موقع ميوزك برينز (الإنجليزية)
- كايت بوسورث على موقع تيرنر كلاسيك موفيز (الإنجليزية)
- كايت بوسورث على موقع أول موفي (الإنجليزية)
- كايت بوسورث على موقع بوكس أوفيس موجو (الإنجليزية)
- كايت بوسورث على موقع قاعدة بيانات الأفلام السويدية (السويدية)